# Плеске Едуард Людвігович
Едуард Людвігович Плеске (нім. Eduard Ludwig Pleske; 1817—1873) — російський військовий діяч, генерал-майор.

## Біографія
Народився 29 грудня 1817 (10 січня 1818) в сім'ї купця 3-ї гільдії.
Навчався з 1826 року в Петрішуле. На службу вступив 25 листопада 1832 року — кондуктором в кондукторську роту Миколаївського інженерного училища. Проведений 9 січня 1838 року в польові інженер-прапорщики із залишенням в інженерному училищі для продовження курсу наук в молодшому офіцерському класі. 12 листопада 1838 року випущений на службу в інженерний корпус, 30 листопада того ж року призначений в Кронштадтську інженерну команду. 30 липня 1841 року переведений в 1-й саперний батальйон, 10 червня 1843 року проведений в підпоручики, а 6 травня 1844 року переведений прапорщиком в лейб-гвардії саперний батальйон, де служив до переведення 3 березня 1854 року в гвардійську запасну саперну роту, отримавши 30 березня 1852 року чин капітана.
У травні 1854 року удостоївся вираження іменного Найвищого благовоління за виконані Гвардійською запасною саперною ротою роботи по влаштуванню батарей в гирлах річки Неви.
Проведений 27 березня 1855 року в полковники і 29 квітня призначений командиром лейб-гвардії Саперного резервного напівбатальону. Переведений 27 листопада 1858 року командиром 4-го саперного батальйону, а 18 вересня 1859 року залишив стройову службу і перейшов на посаду засідаючого з правом голосу в Загальній присутності члена Санкт-Петербурзької комісаріатської комісії.
Після створення в Петербурзькому військовому окрузі Окружного інтендантського управління, 25 жовтня 1864 року він був призначений чиновником особливих доручень. 1865 року став членом приймальної комісії з боку інтендантства. 23 червня 1867 року проведений в генерал-майори.
Помер 24 жовтня (5 листопада) 1873 року; похований на Смоленському лютеранському цвинтарі.
Був одружений з Маргарет Оом (22.10.1822—27.11.1880), дочці Анни Федорівни Оом . Їхні сини: Едуард (1852—1904) та Федір (1858—1932).